# Chợ tại Việt Nam

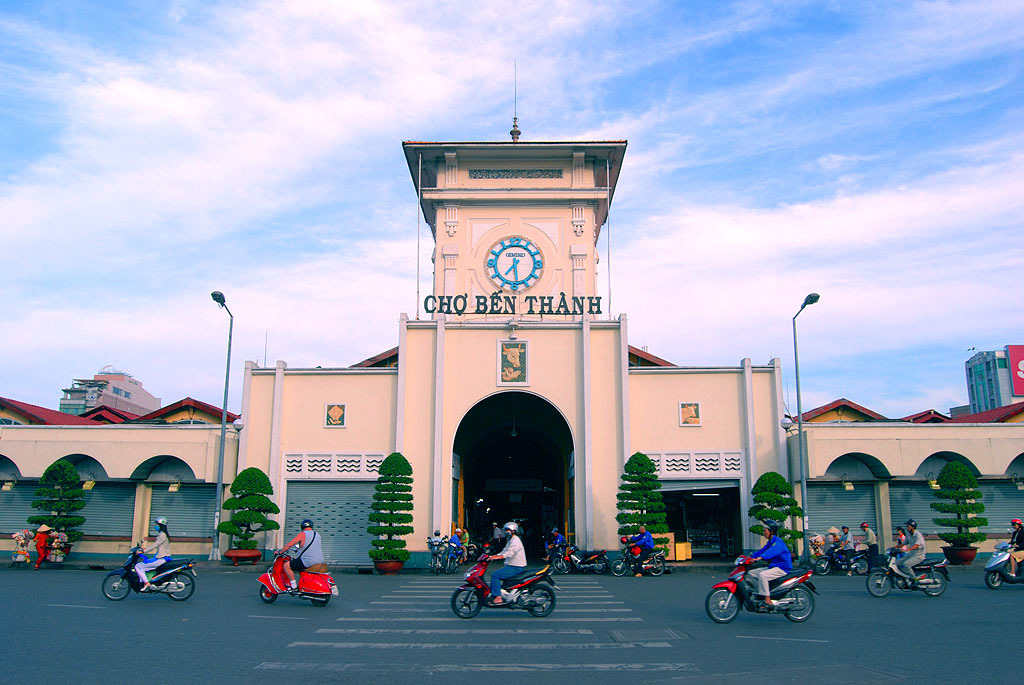
Chợ Bến Thành ở (Thành phố Hồ Chí Minh)

Chợ Việt Nam là nơi diễn ra các hoạt động mua bán, trao đổi hàng hóa và dịch vụ bằng tiền tệ hoặc hiện vật trên địa bàn nước Việt Nam.

## Lịch sử, văn hóa Chợ Việt Nam
Ngay từ thời nhà Lý, kinh đô Thăng Long đã có 4 chợ chính của 4 cửa thành Thăng Long: trong thành ngoài thị - đó là cấu trúc phân bố theo cư trú của người Việt.
Khu sinh sống chính của người Việt là lưu vực của các sông ngòi lớn nhỏ và rất tự nhiên. Cái chợ sẽ nằm tại các ngã ba nước để thuận tiện cho việc giao dịch trao đổi hàng hóa. Sử Việt còn ghi dưới thời Thái sư Trần Thủ Độ, Việt Nam có khoảng 100 chợ quê. Theo cấu trúc làng xã, Việt Nam còn có làng ven đồi và làng ven biển nữa. Làng ven đồi người dân làm nhà ở phía nam dãy đồi để tránh gió bấc thì cái chợ sẽ nằm phía nam cuối làng như chợ Tam Canh - Vĩnh Phú. Với làng ven biển, có chợ cá họp sát ngay mép sóng như chợ Báng, chợ Hàn ở Nha Trang. Đến thế kỷ 16 xuất hiện giao lưu quốc tế nên có cảng thị. Cảng biển cũng là cái chợ mở ra thông thương với bên ngoài mà thôi. Sang thế kỷ 19, văn minh đường cái mở ra, lại thêm cái chợ đường cái họp nơi ngã ba đường như chợ Bần bán tương nổi tiếng. Chung quy lại, chợ Việt Nam là chợ ngã ba và phổ biến nhất, cổ truyền nhất là cái ngã ba nước...
Giải thích về những cái tên chợ Xanh, chợ Rồng xuất hiện ở rất nhiều nơi. Chợ bán rau thì gọi là chợ Xanh (xanh như rau), chợ bán tôm cá gọi là chợ Rồng. Chợ Xanh đâu đâu cũng có (tiêu biểu như Chợ Xanh Định Công, Chợ Xanh Linh Đàm ở Hà Nội; Chợ Xanh ở Khánh Thiện, Ninh Bình; Chợ Xanh ở xã Diễn Thành, Diễn Châu, Nghệ An,…), còn chợ Rồng thì thường xuất hiện ở những ngã ba sông lớn như chợ Rồng Hải Phòng, chợ Rồng Ninh Bình, chợ Rồng Nam Định, Chợ Rồng ở Nam Sách - Hải Dương; chợ Rồng ở thị xã Quảng Yên, Quảng Ninh; chợ Rồng ở Nam Đàn, Nghệ An; chợ Rồng ở Thanh Oai, Hà Nội,… Đó chính là dấu ấn văn minh nông nghiệp.
Giáo sư Trần Quốc Vượng cho rằng chợ không chỉ nằm trong phạm trù kinh tế đơn thuần, nó còn biểu hiện văn hóa rất đậm nét. Yếu tố giao lưu tình cảm thì ai cũng rõ rồi, đặc biệt với các chợ vùng cao như chợ tình Mường Khương, Sa Pa do cư trú rải rác, buồn tẻ, hẻo lánh nên nhu cầu gặp gỡ, giao tiếp, giao duyên rất mạnh. Nhưng phải thấy rằng Chợ - Chùa, chợ họp ở đình làng, chợ họp ở cầu, ở quán,... cũng luôn gắn liền với các biểu tượng văn hóa Việt Nam, gắn với nhu cầu tâm linh của người Việt. Chợ không chỉ biểu thị mối quan hệ ứng xử giao đãi theo chiều ngang mà còn biểu thị mối quan tâm theo chiều dọc nội tâm nữa. Đây là đặc điểm tự cân bằng, tự thích ứng rất mềm dẻo hài hòa của dân tộc Việt Nam. Mọi việc mua bán sinh hoạt của người trần đều diễn ra dưới sự chứng giám của thần linh và của thiết chế xã hội.

## Phân loại chợ Việt Nam
Tại Việt Nam, Nghị định 02/2003/NĐ-CP ngày 14 tháng 1 năm 2003 về phát triển và quản lý chợ (Nghị định 114/2009/NĐ-CP sửa đổi bổ sung) đã xếp hạng chợ theo các loại sau đây:
- Chợ hạng 1: Là chợ có trên 400 điểm kinh doanh, được đầu tư xây dựng kiên cố, hiện đại theo quy hoạch; Được đặt ở các vị trí trung tâm kinh tế thương mại quan trọng của tỉnh, thành phố hoặc là chợ đầu mối của ngành hàng, của khu vực kinh tế và được tổ chức họp thường xuyên; Có mặt bằng phạm vi chợ phù hợp với quy mô hoạt động của chợ và tổ chức đầy đủ các dịch vụ tại chợ: trông giữ xe, bốc xếp hàng hoá, kho bảo quản hàng hoá, dịch vụ đo lường, dịch vụ kiểm tra chất lượng hàng hoá, vệ sinh an toàn thực phẩm và các dịch vụ khác.
- Chợ hạng 2: Là chợ có từ 200 điểm kinh doanh đến 400 điểm kinh doanh, được đầu tư xây dựng kiên cố hoặc bán kiên cố theo quy hoạch; Được đặt ở trung tâm giao lưu kinh tế của khu vực và được tổ chức họp thường xuyên hay không thường xuyên; Có mặt bằng phạm vi chợ phù hợp với quy mô hoạt động chợ và tổ chức các dịch vụ tối thiểu tại chợ: trông giữ xe, bốc xếp hàng hoá, kho bảo quản hàng hoá, dịch vụ đo lường, vệ sinh công cộng.
- Chợ hạng 3: Là các chợ có dưới 200 điểm kinh doanh hoặc các chợ chưa được đầu tư xây dựng kiên cố hoặc bán kiên cố. Chủ yếu phục vụ nhu cầu mua bán hàng hoá của nhân dân trong xã, phường và địa bàn phụ cận.

## Hiện trạng mạng lưới chợ ở Việt Nam
Theo báo cáo của Bộ Công Thương Việt Nam, đến cuối năm 2010 cả nước có 8.528 chợ, trong đó tập trung tại các tỉnh, thành phố: Hà Nội (411 chợ), Thanh Hóa (405), Nghệ An (380), An Giang (278), Thành phố Hồ Chí Minh (255), Thái Bình (233) và Đồng Tháp (228).
Chợ loại I do tỉnh (thành phố) trực tiếp quản lý, chợ loại II do cấp quận/huyện quản lý và chợ loại III do xã/phường quản lý. Cả nước Việt Nam hiện có 224 chợ loại I, 907 chợ loại II và 7.397 chợ loại 3.
Những chợ loại I thường là chợ tổng hợp với quy mô lớn, là đầu mối bán buôn, bán lẻ hàng hóa. Những tỉnh, thành phố tập trung nhiều chợ loại I là: Quảng Ninh (20), Thành phố Hồ Chí Minh (17), Hà Nội (13), Đồng Tháp (13), An Giang (10).
Trong xu hướng tiêu dùng hiện đại, người tiêu dùng có thêm lựa chọn mua hàng từ các siêu thị và trung tâm thương mại. Tuy nhiên, các chợ truyền thống vẫn đóng vai trò phục vụ rất lớn trong đời sống hàng ngày của người dân, nhất là tại vùng nông thôn, miền núi, vì sức mua thấp hơn các thành phố, trong khi hàng hóa cung cấp tại các chợ thường rẻ hơn do chi phí tổ chức và quản lý chợ cũng thấp hơn so với siêu thị và trung tâm thương mại. Những tỉnh chưa có mức đô thị hóa cao, rộng và đông dân vẫn có nhu cầu mua sắm từ các chợ quy mô nhỏ, do đó những tỉnh này tập trung nhiều chợ loại 3 nhất, như Thanh Hóa (363 chợ loại III), Nghệ An (354), An Giang (272), Phú Thọ (200), Hà Nội (331, với vùng nông thôn lớn sau khi mở rộng năm 2008).

## Định hướng quy hoạch
Theo Quyết định số 012/2007/QĐ-BCT về việc quy hoạch tổng thể phát triển mạng lưới chợ trên phạm vi toàn quốc đến năm 2010 và định hướng đến năm 2020, Việt Nam có 319 chợ tổng hợp bán buôn, bán lẻ hạng I ở các trung tâm thương mại của tỉnh; 157 chợ đầu mối nông sản; 490 chợ trên địa bàn của 25 tỉnh biên giới (bao gồm chợ biên giới, chợ cửa khẩu, chợ trong khu kinh tế cửa khẩu).

### Chợ tổng hợp hạng I
Phát triển 319 chợ (trong đó 56 chợ giữ nguyên như hiện tại ở năm 2007 và 110 chợ nâng cấp, 153 chợ xây mới). Đây là chợ có vai trò chủ yếu thu hút, tập trung lượng hàng hoá lớn từ các nguồn sản xuất, kinh doanh của khu vực kinh tế hoặc của ngành hàng để tiếp tục phân phối tới các chợ và các kênh lưu thông khác.
Dưới đây là danh sách toàn bộ các chợ đầu mối hạng I (đồng thời cũng là chợ loại I) của Việt Nam:
| Tên Chợ             | Diện tích (m2) | Địa phương            | Khu vực                 | Ghi chú |
| ------------------- | -------------- | --------------------- | ----------------------- | ------- |
| Chợ Đồng Xuân       | 28052          | Hà Nội                | Đồng bằng sông Hồng     |         |
| Chợ Đông Anh        | 15000          | Hà Nội                | Đồng bằng sông Hồng     |         |
| Chợ Gia Lâm         | 18000          | Hà Nội                | Đồng bằng sông Hồng     |         |
| Chợ Phủ             | 10000          | Hà Nội                | Đồng bằng sông Hồng     |         |
| Chợ Long Biên       | 10000          | Hà Nội                | Đồng bằng sông Hồng     |         |
| Chợ Sóc Sơn         | 8400           | Hà Nội                | Đồng bằng sông Hồng     |         |
| Chợ Tế Tiêu         | 10000          | Hà Nội                | Đồng bằng sông Hồng     |         |
| Chợ Trôi Giang      | 10000          | Hà Nội                | Đồng bằng sông Hồng     |         |
| Chợ Vồi             | 12000          | Hà Nội                | Đồng bằng sông Hồng     |         |
| Chợ Ninh Hiệp       | 18000          | Hà Nội                | Đồng bằng sông Hồng     |         |
| Chợ Sơn Long        | 10000          | Hà Nội                | Đồng bằng sông Hồng     |         |
| Chợ Quảng Oai       | 10000          | Hà Nội                | Đồng bằng sông Hồng     |         |
| Chợ Phúc Thọ        | 10000          | Hà Nội                | Đồng bằng sông Hồng     |         |
| Chợ Săn             | 10000          | Hà Nội                | Đồng bằng sông Hồng     |         |
| Chợ Phùng           | 10000          | Hà Nội                | Đồng bằng sông Hồng     |         |
| Chợ Hà Đông         | 19200          | Hà Nội                | Đồng bằng sông Hồng     |         |
| Chợ Nghệ            | 12500          | Hà Nội                | Đồng bằng sông Hồng     |         |
| Chợ Chúc Sơn        | 10000          | Hà Nội                | Đồng bằng sông Hồng     |         |
| Chợ Xuân Mai        | 10500          | Hà Nội                | Đồng bằng sông Hồng     |         |
| Chợ Kim Bài         | 10000          | Hà Nội                | Đồng bằng sông Hồng     |         |
| Chợ Lịm             | 5460           | Hà Nội                | Đồng bằng sông Hồng     |         |
| Chợ Khang           | 4674           | Hà Nội                | Đồng bằng sông Hồng     |         |
| Chợ Vĩnh Yên        | 10918          | Vĩnh Phúc             | Đồng bằng sông Hồng     |         |
| Chợ Đồng Tâm        | 8000           | Vĩnh Phúc             | Đồng bằng sông Hồng     |         |
| Chợ Phúc Yên        | 17000          | Vĩnh Phúc             | Đồng bằng sông Hồng     |         |
| Chợ Lập Thạch       | 11000          | Vĩnh Phúc             | Đồng bằng sông Hồng     |         |
| Chợ Giang           | 14000          | Vĩnh Phúc             | Đồng bằng sông Hồng     |         |
| Chợ Phố Mới         | 21000          | Bắc Ninh              | Đồng bằng sông Hồng     |         |
| Chợ Lim             | 18000          | Bắc Ninh              | Đồng bằng sông Hồng     |         |
| Chợ Lương Tài       | 30000          | Bắc Ninh              | Đồng bằng sông Hồng     |         |
| Chợ Thuận Thành     | 10000          | Bắc Ninh              | Đồng bằng sông Hồng     |         |
| Chợ Yên Phong       | 15000          | Bắc Ninh              | Đồng bằng sông Hồng     |         |
| Chợ Gia Bình        | 11612          | Bắc Ninh              | Đồng bằng sông Hồng     |         |
| Chợ Giàu            | 11600          | Bắc Ninh              | Đồng bằng sông Hồng     |         |
| Chợ Nhớn            | 10000          | Bắc Ninh              | Đồng bằng sông Hồng     |         |
| Chợ Hải Dương       | 10150          | Hải Dương             | Đồng bằng sông Hồng     |         |
| Chợ Kẻ Sặt          | 14000          | Hải Dương             | Đồng bằng sông Hồng     |         |
| Chợ Sao Đỏ          | 10150          | Hải Dương             | Đồng bằng sông Hồng     |         |
| Chợ Trần Quang Khải | 18000          | Hải Phòng             | Đồng bằng sông Hồng     |         |
| Chợ Quán Toan       | 10000          | Hải Phòng             | Đồng bằng sông Hồng     |         |
| Chợ Tam Bạc         | 3486           | Hải Phòng             | Đồng bằng sông Hồng     |         |
| Chợ An Dương        | 6038           | Hải Phòng             | Đồng bằng sông Hồng     |         |
| Chợ Núi Đèo         | 6000           | Hải Phòng             | Đồng bằng sông Hồng     |         |
| Chợ Cát Bi          | 10000          | Hải Phòng             | Đồng bằng sông Hồng     |         |
| Chợ phố Hiến        | 10000          | Hưng Yên              | Đồng bằng sông Hồng     |         |
| Chợ Mỹ Hào          | 10000          | Hưng Yên              | Đồng bằng sông Hồng     |         |
| Chợ Văn Giang       | 10000          | Hưng Yên              | Đồng bằng sông Hồng     |         |
| Chợ Bình Phú        | 5000           | Hưng Yên              | Đồng bằng sông Hồng     |         |
| Chợ Cống Tráng      | 4000           | Hưng Yên              | Đồng bằng sông Hồng     |         |
| Chợ Nôm             | 4500           | Hưng Yên              | Đồng bằng sông Hồng     |         |
| Chợ Bo              | 16000          | Thái Bình             | Đồng bằng sông Hồng     |         |
| Chợ Thẫm            | 10000          | Thái Bình             | Đồng bằng sông Hồng     |         |
| Chợ Quỳnh Côi       | 13000          | Thái Bình             | Đồng bằng sông Hồng     |         |
| Chợ Tây             | 10000          | Thái Bình             | Đồng bằng sông Hồng     |         |
| Chợ Đông Hưng       | 10000          | Thái Bình             | Đồng bằng sông Hồng     |         |
| Chợ Nêu             | 10000          | Thái Bình             | Đồng bằng sông Hồng     |         |
| Chợ Tiền Hải        | 10000          | Thái Bình             | Đồng bằng sông Hồng     |         |
| Chợ Khô             | 10000          | Thái Bình             | Đồng bằng sông Hồng     |         |
| Chợ An Bài          | 11500          | Thái Bình             | Đồng bằng sông Hồng     |         |
| Chợ Tháu            | 13000          | Thái Bình             | Đồng bằng sông Hồng     |         |
| Chợ Hồ              | 12500          | Thái Bình             | Đồng bằng sông Hồng     |         |
| Chợ Phú Lý          | 10000          | Hà Nam                | Đồng bằng sông Hồng     |         |
| Chợ Rồng            | 10000          | Nam Định              | Đồng bằng sông Hồng     |         |
| Chợ Mỹ Tho          | 10000          | Nam Định              | Đồng bằng sông Hồng     |         |
| Chợ Lâm             | 10000          | Nam Định              | Đồng bằng sông Hồng     |         |
| Chợ Cổ Lễ           | 10000          | Nam Định              | Đồng bằng sông Hồng     |         |
| Chợ Xuân Trường     | 10000          | Nam Định              | Đồng bằng sông Hồng     |         |
| chợ Đồng Giao       | 10000          | Ninh Bình             | Đồng bằng sông Hồng     |         |
| Chợ Nam Dân         | 10000          | Ninh Bình             | Đồng bằng sông Hồng     |         |
| Chợ Rồng            | 16000          | Ninh Bình             | Đồng bằng sông Hồng     |         |
| Chợ Ngò             | 10000          | Ninh Bình             | Đồng bằng sông Hồng     |         |
| Chợ Tam Sơn         | 10000          | Hà Giang              | Đông Bắc Bộ             |         |
| Chợ Na Khê          | 10000          | Hà Giang              | Đông Bắc Bộ             |         |
| Chợ Yên Minh        | 10000          | Hà Giang              | Đông Bắc Bộ             |         |
| Chợ Mậu Duệ         | 10000          | Hà Giang              | Đông Bắc Bộ             |         |
| Chợ Đồng Văn        | 10000          | Hà Giang              | Đông Bắc Bộ             |         |
| Chợ Phố Bảng        | 10000          | Hà Giang              | Đông Bắc Bộ             |         |
| Chợ Phố Cáo         | 10000          | Hà Giang              | Đông Bắc Bộ             |         |
| Chợ Sủng Là         | 10000          | Hà Giang              | Đông Bắc Bộ             |         |
| Chợ Sà Phìn         | 10000          | Hà Giang              | Đông Bắc Bộ             |         |
| Chợ Lũng Phìn       | 10000          | Hà Giang              | Đông Bắc Bộ             |         |
| Chợ Mèo Vạc         | 10000          | Hà Giang              | Đông Bắc Bộ             |         |
| Chợ Niêm Sơn        | 10000          | Hà Giang              | Đông Bắc Bộ             |         |
| Chợ Khau Vai        | 10000          | Hà Giang              | Đông Bắc Bộ             |         |
| Chợ Săm Pun         | 10000          | Hà Giang              | Đông Bắc Bộ             |         |
| Chợ Vị Xuyên        | 10000          | Hà Giang              | Đông Bắc Bộ             |         |
| Chợ Na Khê          | 10000          | Hà Giang              | Đông Bắc Bộ             |         |
| Chợ Thanh Thủy      | 7000           | Hà Giang              | Đông Bắc Bộ             |         |
| Chợ Tòng Bá         | 7000           | Hà Giang              | Đông Bắc Bộ             |         |
| Chợ Cao Bồ          | 7000           | Hà Giang              | Đông Bắc Bộ             |         |
| Chợ Lao Chải        | 7000           | Hà Giang              | Đông Bắc Bộ             |         |
| Chợ Quảng Ngần      | 7000           | Hà Giang              | Đông Bắc Bộ             |         |
| Chợ Nậm Dịch        | 7000           | Hà Giang              | Đông Bắc Bộ             |         |
| Chợ Bản Díu         | 7000           | Hà Giang              | Đông Bắc Bộ             |         |
| Chợ Cốc Pài         | 7000           | Hà Giang              | Đông Bắc Bộ             |         |
| Chợ Xanh            | 9200           | Cao Bằng              | Đông Bắc Bộ             |         |
| Chợ Nước Hai        | 13155          | Cao Bằng              | Đông Bắc Bộ             |         |
| Chợ Bắc kạn         | 10000          | Bắc Kạn               | Đông Bắc Bộ             |         |
| Chợ Tam Cờ          | 19624          | Tuyên Quang           | Đông Bắc Bộ             |         |
| Chợ Thái Nguyên     | 10000          | Thái Nguyên           | Đông Bắc Bộ             |         |
| Chợ Túc Duyên       | 12500          | Thái Nguyên           | Đông Bắc Bộ             |         |
| Chợ Ga              | 7500           | Thái Nguyên           | Đông Bắc Bộ             |         |
| Chợ Quang Vinh      | 7500           | Thái Nguyên           | Đông Bắc Bộ             |         |
| Chợ Chùa Hang       | 5000           | Thái Nguyên           | Đông Bắc Bộ             |         |
| Chợ Nam Hòa         | 5000           | Thái Nguyên           | Đông Bắc Bộ             |         |
| Chợ Núi Voi         | 5000           | Thái Nguyên           | Đông Bắc Bộ             |         |
| Chợ Đại Từ          | 10000          | Thái Nguyên           | Đông Bắc Bộ             |         |
| Chợ Trại Cài        | 7500           | Thái Nguyên           | Đông Bắc Bộ             |         |
| Chợ Chu             | 7500           | Thái Nguyên           | Đông Bắc Bộ             |         |
| Chợ Đu              | 3500           | Thái Nguyên           | Đông Bắc Bộ             |         |
| Chợ Ba Hàng         | 10000          | Thái Nguyên           | Đông Bắc Bộ             |         |
| Chợ Hương Sơn       | 5000           | Thái Nguyên           | Đông Bắc Bộ             |         |
| Chợ Đông Kinh       | 10000          | Lạng Sơn              | Đông Bắc Bộ             |         |
| Chợ Kỳ Lừa          | 4000           | Lạng Sơn              | Đông Bắc Bộ             |         |
| Chợ Mẹt             | 6160           | Lạng Sơn              | Đông Bắc Bộ             |         |
| Chợ Mai Pha         | 10000          | Lạng Sơn              | Đông Bắc Bộ             |         |
| Chợ Cửa Ông         | 10500          | Quảng Ninh            | Đông Bắc Bộ             |         |
| Chợ Hạ Long II      | 8700           | Quảng Ninh            | Đông Bắc Bộ             |         |
| Chợ Hạ Long I       | 32000          | Quảng Ninh            | Đông Bắc Bộ             |         |
| Chợ Cẩm Phả         | 9400           | Quảng Ninh            | Đông Bắc Bộ             |         |
| Chợ Uông Bí         | 5000           | Quảng Ninh            | Đông Bắc Bộ             |         |
| Chợ Móng Cái        | 7800           | Quảng Ninh            | Đông Bắc Bộ             |         |
| Chợ Mao Khê         | 19200          | Quảng Ninh            | Đông Bắc Bộ             |         |
| Chợ Hải Hà          | 15700          | Quảng Ninh            | Đông Bắc Bộ             |         |
| Chợ Thương          | 14500          | Bắc Giang             | Đông Bắc Bộ             |         |
| Chợ Vôi             | 20660          | Bắc Giang             | Đông Bắc Bộ             |         |
| Chợ Việt Trì        | 10000          | Phú Thọ               | Đông Bắc Bộ             |         |
| Chợ Mè              | 10000          | Phú Thọ               | Đông Bắc Bộ             |         |
| Chợ Cam Đường       | 10000          | Lào Cai               | Tây Bắc Bộ              |         |
| Chợ Cốc Lếu         | 24000          | Lào Cai               | Tây Bắc Bộ              |         |
| Chợ Yên Bái         | 17250          | Yên Bái               | Tây Bắc Bộ              |         |
| Chợ Mường Lò        | 14000          | Yên Bái               | Tây Bắc Bộ              |         |
| Chợ Đồi Cao         | 10000          | Điện Biên             | Tây Bắc Bộ              |         |
| Chợ số 1 Tuần Giáo  | 10000          | Điện Biên             | Tây Bắc Bộ              |         |
| Chợ Tủa Chùa        | 10000          | Điện Biên             | Tây Bắc Bộ              |         |
| Chợ Mường Ẳng       | 10000          | Điện Biên             | Tây Bắc Bộ              |         |
| chợ Bản Phủ         | 6000           | Điện Biên             | Tây Bắc Bộ              |         |
| Chợ Lai Châu        | 10000          | Lai Châu              | Tây Bắc Bộ              |         |
| Chợ Than Uyên       | 10000          | Lai Châu              | Tây Bắc Bộ              |         |
| Chợ Trung tâm       | 10000          | Sơn La                | Tây Bắc Bộ              |         |
| Chợ Đồn             | 11872          | Hòa Bình              | Tây Bắc Bộ              |         |
| Chợ Triệu Sơn       | 10000          | Thanh Hóa             | Bắc Trung Bộ            |         |
| Chợ Vườn Hoa        | 18000          | Thanh Hóa             | Bắc Trung Bộ            |         |
| Chợ Bỉm Sơn         | 10000          | Thanh Hóa             | Bắc Trung Bộ            |         |
| Chợ Thiệu Hoá       | 10000          | Thanh Hóa             | Bắc Trung Bộ            |         |
| Chợ Quảng Xương     | 10000          | Thanh Hóa             | Bắc Trung Bộ            |         |
| Chợ Nga Sơn         | 10000          | Thanh Hóa             | Bắc Trung Bộ            |         |
| Chợ Vinh            | 10000          | Nghệ An               | Bắc Trung Bộ            |         |
| Chợ Cửa Lò          | 10000          | Nghệ An               | Bắc Trung Bộ            |         |
| chợ Nghi Lộc        | 10000          | Nghệ An               | Bắc Trung Bộ            |         |
| Chợ Hưng Nguyên     | 10000          | Nghệ An               | Bắc Trung Bộ            |         |
| Chợ Nam Đàn         | 10000          | Nghệ An               | Bắc Trung Bộ            |         |
| Chợ Diễn Châu       | 10000          | Nghệ An               | Bắc Trung Bộ            |         |
| Chợ Yên Thành       | 10000          | Nghệ An               | Bắc Trung Bộ            |         |
| Chợ Cầu Dát         | 10000          | Nghệ An               | Bắc Trung Bộ            |         |
| Chợ Anh Sơn         | 10000          | Nghệ An               | Bắc Trung Bộ            |         |
| Chợ Thanh Chương    | 10000          | Nghệ An               | Bắc Trung Bộ            |         |
| Chợ Đô Lương        | 10000          | Nghệ An               | Bắc Trung Bộ            |         |
| Chợ Tương Dương     | 10000          | Nghệ An               | Bắc Trung Bộ            |         |
| Chợ Tân Kỳ          | 10000          | Nghệ An               | Bắc Trung Bộ            |         |
| Chợ Nghĩa Đàn       | 10000          | Nghệ An               | Bắc Trung Bộ            |         |
| Chợ Quỳ Hợp         | 10000          | Nghệ An               | Bắc Trung Bộ            |         |
| Chợ Quế Phong       | 10000          | Nghệ An               | Bắc Trung Bộ            |         |
| Chợ Hồng Lĩnh       | 39700          | Hà Tĩnh               | Bắc Trung Bộ            |         |
| Chợ Xép             | 10000          | Hà Tĩnh               | Bắc Trung Bộ            |         |
| Chợ Hội             | 10000          | Hà Tĩnh               | Bắc Trung Bộ            |         |
| Chợ Cày             | 15000          | Hà Tĩnh               | Bắc Trung Bộ            |         |
| Chợ Giang Đình      | 10000          | Hà Tĩnh               | Bắc Trung Bộ            |         |
| Chợ Sơn             | 23000          | Hà Tĩnh               | Bắc Trung Bộ            |         |
| Chợ Phố Châu        | 12000          | Hà Tĩnh               | Bắc Trung Bộ            |         |
| Chợ Hoàn Lão        | 11000          | Quảng Bình            | Bắc Trung Bộ            |         |
| Chợ Lý Hoà          | 9500           | Quảng Bình            | Bắc Trung Bộ            |         |
| Chợ Đồng Hới        | 8160           | Quảng Bình            | Bắc Trung Bộ            |         |
| Chợ Ga              | 8160           | Quảng Bình            | Bắc Trung Bộ            |         |
| Chợ Ba Đồn          | 47000          | Quảng Bình            | Bắc Trung Bộ            |         |
| Chợ Đông Hà         | 41000          | Quảng Trị             | Bắc Trung Bộ            |         |
| Chợ Quảng Trị       | 16000          | Quảng Trị             | Bắc Trung Bộ            |         |
| Chợ Lao Bảo         | 35000          | Quảng Trị             | Bắc Trung Bộ            |         |
| Chợ Cam Lộ          | 10000          | Quảng Trị             | Bắc Trung Bộ            |         |
| Chợ Gio Linh        | 10000          | Quảng Trị             | Bắc Trung Bộ            |         |
| Chợ Hải Lăng        | 10000          | Quảng Trị             | Bắc Trung Bộ            |         |
| Chợ Đa krông        | 10000          | Quảng Trị             | Bắc Trung Bộ            |         |
| Chợ Vĩnh Linh       | 10000          | Quảng Trị             | Bắc Trung Bộ            |         |
| Chợ Hướng Hoá       | 10000          | Quảng Trị             | Bắc Trung Bộ            |         |
| Chợ Đông Ba         | 22759          | Thừa Thiên Huế        | Bắc Trung Bộ            |         |
| Chợ Tây Lộc         | 14420          | Thừa Thiên Huế        | Bắc Trung Bộ            |         |
| Chợ Hoà Khánh       | 14000          | Đà Nẵng               | Nam Trung Bộ            |         |
| Chợ Mỹ Đa Tây       | 9500           | Đà Nẵng               | Nam Trung Bộ            |         |
| Chợ Cẩm Lệ          | 10000          | Đà Nẵng               | Nam Trung Bộ            |         |
| Chợ Điện Ngọc       | 10000          | Quảng Nam             | Nam Trung Bộ            |         |
| Chợ Aí Nghĩa        | 11500          | Quảng Nam             | Nam Trung Bộ            |         |
| Chợ Khu 1           | 6558           | Quảng Nam             | Nam Trung Bộ            |         |
| Chợ Tam Kỳ          | 10000          | Quảng Nam             | Nam Trung Bộ            |         |
| Chợ Vĩnh Điện       | 10000          | Quảng Nam             | Nam Trung Bộ            |         |
| Chợ Hội An          | 10200          | Quảng Nam             | Nam Trung Bộ            |         |
| Chợ Dung Quất       | 10000          | Quảng Ngãi            | Nam Trung Bộ            |         |
| Chợ Quảng Ngãi      | 15000          | Quảng Ngãi            | Nam Trung Bộ            |         |
| Chợ Đức Phổ         | 10000          | Quảng Ngãi            | Nam Trung Bộ            |         |
| Chợ Lớn Quy Nhơn    | 10000          | Bình Định             | Nam Trung Bộ            |         |
| Chợ Diêu Trì        | 14000          | Bình Định             | Nam Trung Bộ            |         |
| Chợ Cây Đa          | 3500           | Bình Định             | Nam Trung Bộ            |         |
| Chợ Đập Đá          | 8000           | Bình Định             | Nam Trung Bộ            |         |
| Chợ Tam Quan        | 3000           | Bình Định             | Nam Trung Bộ            |         |
| Chợ Bồng Sơn        | 7546           | Bình Định             | Nam Trung Bộ            |         |
| Chợ Phú Phong       | 7677           | Bình Định             | Nam Trung Bộ            |         |
| Chợ Phù Cát         | 25000          | Bình Định             | Nam Trung Bộ            |         |
| Chợ Phù Mỹ          | 45400          | Bình Định             | Nam Trung Bộ            |         |
| Chợ Bình Định       | 10000          | Bình Định             | Nam Trung Bộ            |         |
| Chợ Tuy Hòa         | 37000          | Phú Yên               | Nam Trung Bộ            |         |
| Chợ Đầm             | 26487          | Khánh Hòa             | Nam Trung Bộ            |         |
| Chợ Xóm mới         | 7200           | Khánh Hòa             | Nam Trung Bộ            |         |
| Chợ Phan Rang       | 10000          | Ninh Thuận            | Nam Trung Bộ            |         |
| Chợ Tháp Chàm       | 10000          | Ninh Thuận            | Nam Trung Bộ            |         |
| Chợ Ninh Hải        | 10000          | Ninh Thuận            | Nam Trung Bộ            |         |
| Chợ Ninh Phước      | 10000          | Ninh Thuận            | Nam Trung Bộ            |         |
| Chợ Phan Thiết      | 10000          | Bình Thuận            | Nam Trung Bộ            |         |
| Chợ Tuy Phong       | 10000          | Bình Thuận            | Nam Trung Bộ            |         |
| Chợ Bắc Bình        | 10000          | Bình Thuận            | Nam Trung Bộ            |         |
| Chợ Hàm Thuận Bắc   | 10000          | Bình Thuận            | Nam Trung Bộ            |         |
| Chợ Hàm Tân         | 10000          | Bình Thuận            | Nam Trung Bộ            |         |
| Chợ huyện Đức Linh  | 10000          | Bình Thuận            | Nam Trung Bộ            |         |
| Chợ Kon Tum         | 10000          | Kon Tum               | Tây Nguyên              |         |
| Chợ Đắc Tô          | 10000          | Kon Tum               | Tây Nguyên              |         |
| Chợ KonTum          | 4032           | Kon Tum               | Tây Nguyên              |         |
| Chợ Pleiku          | 10000          | Gia Lai               | Tây Nguyên              |         |
| Chợ An Khê          | 10000          | Gia Lai               | Tây Nguyên              |         |
| Chợ Phú Túc         | 12000          | Gia Lai               | Tây Nguyên              |         |
| Chợ Ayun Pa         | 10000          | Gia Lai               | Tây Nguyên              |         |
| Chợ Chư Sê          | 12450          | Gia Lai               | Tây Nguyên              |         |
| Chợ Buôn Mê Thuột   | 10000          | Đắc Lắc               | Tây Nguyên              |         |
| Chợ Krông Buk       | 10000          | Đắc Lắc               | Tây Nguyên              |         |
| Chợ Gia Nghĩa       | 10000          | Đắc Nông              | Tây Nguyên              |         |
| Chợ Đà Lạt          | 12000          | Lâm Đồng              | Tây Nguyên              |         |
| Chợ Đa Tiẻn         | 6359           | Lâm Đồng              | Tây Nguyên              |         |
| Chợ Đơn Dương       | 10000          | Lâm Đồng              | Tây Nguyên              |         |
| Chợ Lâm Hà          | 10000          | Lâm Đồng              | Tây Nguyên              |         |
| Chợ Bảo Lộc         | 10000          | Lâm Đồng              | Tây Nguyên              |         |
| Chợ Đức Trọng       | 20000          | Lâm Đồng              | Tây Nguyên              |         |
| Chợ Di Linh         | 10000          | Lâm Đồng              | Tây Nguyên              |         |
| Chợ Đồng Xoài       | 23500          | Bình Phước            | Đông Nam Bộ             |         |
| Chợ Tân Phú         | 15000          | Bình Phước            | Đông Nam Bộ             |         |
| Chợ Lộc Ninh        | 10000          | Bình Phước            | Đông Nam Bộ             |         |
| Chợ Bù Đăng         | 10000          | Bình Phước            | Đông Nam Bộ             |         |
| Chợ Phước Long      | 30000          | Bình Phước            | Đông Nam Bộ             |         |
| Chợ Chơn Thành      | 10000          | Bình Phước            | Đông Nam Bộ             |         |
| Chợ An Lộc          | 10000          | Bình Phước            | Đông Nam Bộ             |         |
| Chợ Tây Ninh        | 15000          | Tây Ninh              | Đông Nam Bộ             |         |
| Chợ Long Hoa        | 25600          | Tây Ninh              | Đông Nam Bộ             |         |
| Chợ Trảng Bàng      | 10000          | Tây Ninh              | Đông Nam Bộ             |         |
| Chợ Gò Dầu          | 10000          | Tây Ninh              | Đông Nam Bộ             |         |
| Chợ Tân Châu        | 10000          | Tây Ninh              | Đông Nam Bộ             |         |
| Chợ Phú Thọ         | 10000          | Bình Dương            | Đông Nam Bộ             |         |
| Chợ Lái Thêu mới    | 90151          | Bình Dương            | Đông Nam Bộ             |         |
| Chợ Tân Bình        | 9824           | Thành phố Hồ Chí Minh | Đông Nam Bộ             |         |
| Chợ Dĩ An           | 5500           | Bình Dương            | Đông Nam Bộ             |         |
| Chợ Hài Mỹ          | 5500           | Bình Dương            | Đông Nam Bộ             |         |
| Chợ Tân Khánh       | 3200           | Bình Dương            | Đông Nam Bộ             |         |
| Chợ Khương Xá       | 7200           | Bình Dương            | Đông Nam Bộ             |         |
| Chợ Tân Uyên        | 7500           | Bình Dương            | Đông Nam Bộ             |         |
| Chợ Tân Thành       | 20000          | Bình Dương            | Đông Nam Bộ             |         |
| Chợ Mỹ Phước        | 25185          | Bình Dương            | Đông Nam Bộ             |         |
| Chợ Thanh An        | 21658          | Bình Dương            | Đông Nam Bộ             |         |
| Chợ Biên Hoà        | 12000          | Đồng Nai              | Đông Nam Bộ             |         |
| Chợ Long Thành      | 10000          | Đồng Nai              | Đông Nam Bộ             |         |
| Chợ Phương Lâm      | 9362           | Đồng Nai              | Đông Nam Bộ             |         |
| Chợ Tx Long Khánh   | 33833          | Đồng Nai              | Đông Nam Bộ             |         |
| Chợ Sặt             | 22959          | Đồng Nai              | Đông Nam Bộ             |         |
| Chợ Vũng Tàu        | 10000          | Bà Rịa – Vũng Tàu     | Đông Nam Bộ             |         |
| Chợ Long Hải        | 10000          | Bà Rịa – Vũng Tàu     | Đông Nam Bộ             |         |
| Chợ Bà Rịa          | 10000          | Bà Rịa – Vũng Tàu     | Đông Nam Bộ             |         |
| Chợ Xuyên Mộc       | 10000          | Bà Rịa – Vũng Tàu     | Đông Nam Bộ             |         |
| Chợ Tân Thành       | 10000          | Bà Rịa – Vũng Tàu     | Đông Nam Bộ             |         |
| Chợ Kim Long        | 8000           | Bà Rịa – Vũng Tàu     | Đông Nam Bộ             |         |
| Chợ Rạch Dừa        | 14304          | Bà Rịa – Vũng Tàu     | Đông Nam Bộ             |         |
| Chợ Phường 1        | 4600           | Bà Rịa – Vũng Tàu     | Đông Nam Bộ             |         |
| Chợ An Đông         | 20000          | Thành phố Hồ Chí Minh | Đông Nam Bộ             |         |
| Chợ Phạm Văn Hai    | 10800          | Thành phố Hồ Chí Minh | Đông Nam Bộ             |         |
| Chợ Bà Chiểu        | 10000          | Thành phố Hồ Chí Minh | Đông Nam Bộ             |         |
| Chợ Bến Thành       | 10000          | Thành phố Hồ Chí Minh | Đông Nam Bộ             |         |
| Chợ Nhật Tảo        | 4600           | Thành phố Hồ Chí Minh | Đông Nam Bộ             |         |
| Chợ Xóm Chiểu       | 5000           | Thành phố Hồ Chí Minh | Đông Nam Bộ             |         |
| Chợ Hoà Bình        | 3600           | Thành phố Hồ Chí Minh | Đông Nam Bộ             |         |
| Chợ Bình Tây        | 19000          | Thành phố Hồ Chí Minh | Đông Nam Bộ             |         |
| Chợ Hóc môn         | 4000           | Thành phố Hồ Chí Minh | Đông Nam Bộ             |         |
| Chợ Bến Lức         | 18300          | Long An               | Đồng bằng sông Cửu Long |         |
| Chợ Phường 1        | 7800           | Long An               | Đồng bằng sông Cửu Long |         |
| Chợ Phường 2        | 3000           | Long An               | Đồng bằng sông Cửu Long |         |
| Chợ Cần Đước        | 6200           | Long An               | Đồng bằng sông Cửu Long |         |
| Chợ Mộc Hoá         | 7000           | Long An               | Đồng bằng sông Cửu Long |         |
| Chợ Gạo             | 10000          | Tiền Giang            | Đồng bằng sông Cửu Long |         |
| Chợ Gò Công         | 10000          | Tiền Giang            | Đồng bằng sông Cửu Long |         |
| Chợ Mỹ Tho          | 10000          | Tiền Giang            | Đồng bằng sông Cửu Long |         |
| Chợ Vĩnh Bình       | 10000          | Tiền Giang            | Đồng bằng sông Cửu Long |         |
| Chợ Ba Tri          | 10000          | Bến Tre               | Đồng bằng sông Cửu Long |         |
| Chợ Bình Đại        | 10000          | Bến Tre               | Đồng bằng sông Cửu Long |         |
| Chợ Mỏ Cày          | 10000          | Bến Tre               | Đồng bằng sông Cửu Long |         |
| Chợ Mỹ Chánh        | 10000          | Bến Tre               | Đồng bằng sông Cửu Long |         |
| Chợ Cái Bông        | 10000          | Bến Tre               | Đồng bằng sông Cửu Long |         |
| Chợ Trà Vinh        | 25000          | Trà Vinh              | Đồng bằng sông Cửu Long |         |
| Chợ Trà Cú          | 11000          | Trà Vinh              | Đồng bằng sông Cửu Long |         |
| Chợ Duyên Hải       | 10000          | Trà Vinh              | Đồng bằng sông Cửu Long |         |
| Chợ Cầu Kè          | 10000          | Trà Vinh              | Đồng bằng sông Cửu Long |         |
| Cợ Nhị Long         | 16000          | Trà Vinh              | Đồng bằng sông Cửu Long |         |
| Cợ Càn Long         | 10000          | Trà Vinh              | Đồng bằng sông Cửu Long |         |
| Cợ Cầu Quang        | 20000          | Trà Vinh              | Đồng bằng sông Cửu Long |         |
| Chợ Vĩnh Long       | 16869          | Vĩnh Long             | Đồng bằng sông Cửu Long |         |
| Chợ Bình Minh       | 10000          | Vĩnh Long             | Đồng bằng sông Cửu Long |         |
| Chợ Long Hồ         | 10000          | Vĩnh Long             | Đồng bằng sông Cửu Long |         |
| Chợ Mang Thít       | 10000          | Vĩnh Long             | Đồng bằng sông Cửu Long |         |
| Chợ Tam Bình        | 10000          | Vĩnh Long             | Đồng bằng sông Cửu Long |         |
| Chợ Trà Ôn          | 10000          | Vĩnh Long             | Đồng bằng sông Cửu Long |         |
| Chợ Vũng Liêm       | 10000          | Vĩnh Long             | Đồng bằng sông Cửu Long |         |
| Cợ Tân hồng         | 10000          | Đồng Tháp             | Đồng bằng sông Cửu Long |         |
| Chợ Tam Nông        | 10000          | Đồng Tháp             | Đồng bằng sông Cửu Long |         |
| Chợ Trường Xuân     | 10000          | Đồng Tháp             | Đồng bằng sông Cửu Long |         |
| Chợ Thanh Bình      | 10000          | Đồng Tháp             | Đồng bằng sông Cửu Long |         |
| Chợ Lai Vung        | 10000          | Đồng Tháp             | Đồng bằng sông Cửu Long |         |
| Chợ Lấp Vò          | 10000          | Đồng Tháp             | Đồng bằng sông Cửu Long |         |
| Chợ Long Xuyên      | 12580          | An Giang              | Đồng bằng sông Cửu Long |         |
| Chợ Mỹ Xuyên        | 7500           | An Giang              | Đồng bằng sông Cửu Long |         |
| Chợ Châu Đốc        | 22220          | An Giang              | Đồng bằng sông Cửu Long |         |
| Chợ Tân Châu        | 14976          | An Giang              | Đồng bằng sông Cửu Long |         |
| Chợ Tịnh Biên       | 5000           | An Giang              | Đồng bằng sông Cửu Long |         |
| Chợ Chợ Mới         | 10000          | An Giang              | Đồng bằng sông Cửu Long |         |
| Chợ Phú Mỹ          | 10000          | An Giang              | Đồng bằng sông Cửu Long |         |
| Chợ Tri Tôn         | 10000          | An Giang              | Đồng bằng sông Cửu Long |         |
| Chợ Chợ Vàm         | 10000          | An Giang              | Đồng bằng sông Cửu Long |         |
| Chợ Núi Sập         | 10000          | An Giang              | Đồng bằng sông Cửu Long |         |
| Chợ Rạch Giá        | 10000          | Kiên Giang            | Đồng bằng sông Cửu Long |         |
| Chợ Rạch Sỏi        | 10000          | Kiên Giang            | Đồng bằng sông Cửu Long |         |
| Chợ Xuân Khánh      | 20000          | Cần Thơ               | Đồng bằng sông Cửu Long |         |
| Chợ Cái Khê         | 52222          | Cần Thơ               | Đồng bằng sông Cửu Long |         |
| Chợ Thốt Nốt        | 25495          | Cần Thơ               | Đồng bằng sông Cửu Long |         |
| Chợ Bình Thủy       | 20000          | Cần Thơ               | Đồng bằng sông Cửu Long |         |
| Chợ Cờ Đỏ           | 32400          | Cần Thơ               | Đồng bằng sông Cửu Long |         |
| Chợ Vĩnh Thạnh      | 30000          | Cần Thơ               | Đồng bằng sông Cửu Long |         |
| Chợ Phong Điền      | 20300          | Cần Thơ               | Đồng bằng sông Cửu Long |         |
| Chợ Ô Môn           | 10000          | Cần Thơ               | Đồng bằng sông Cửu Long |         |
| Chợ Hậu Giang       | 21000          | Hậu Giang             | Đồng bằng sông Cửu Long |         |
| Chợ Phường 1        | 7000           | Hậu Giang             | Đồng bằng sông Cửu Long |         |
| Chợ Long Mỹ         | 22869          | Hậu Giang             | Đồng bằng sông Cửu Long |         |
| Chợ Cái Tắc         | 10800          | Hậu Giang             | Đồng bằng sông Cửu Long |         |
| Chợ Ngã Bảy         | 20000          | Hậu Giang             | Đồng bằng sông Cửu Long |         |
| Chợ Nàng Mau        | 17700          | Hậu Giang             | Đồng bằng sông Cửu Long |         |
| Chợ Cây Dương       | 13000          | Hậu Giang             | Đồng bằng sông Cửu Long |         |
| Chợ Kế Sách         | 10000          | Sóc Trăng             | Đồng bằng sông Cửu Long |         |
| Chợ Sóc Trăng       | 10000          | Sóc Trăng             | Đồng bằng sông Cửu Long |         |
| Chợ Bạc Liêu        | 12000          | Bạc Liêu              | Đồng bằng sông Cửu Long |         |
| Chợ Giành Hào       | 10000          | Bạc Liêu              | Đồng bằng sông Cửu Long |         |
| Chợ Ngan Dừa        | 15000          | Bạc Liêu              | Đồng bằng sông Cửu Long |         |
| Chợ Hộ Phòng        | 20000          | Bạc Liêu              | Đồng bằng sông Cửu Long |         |
| Chợ Phước Long      | 10000          | Bạc Liêu              | Đồng bằng sông Cửu Long |         |
| Chợ Hoà Bình        | 10000          | Bạc Liêu              | Đồng bằng sông Cửu Long |         |
| Chợ Khánh Hội       | 15000          | Cà Mau                | Đồng bằng sông Cửu Long |         |
| Chợ Cái Nước        | 30000          | Cà Mau                | Đồng bằng sông Cửu Long |         |
| Chợ Cái Đôi Vàm     | 15000          | Cà Mau                | Đồng bằng sông Cửu Long |         |
| Chợ Đầm Dơi         | 10000          | Cà Mau                | Đồng bằng sông Cửu Long |         |

### Chợ đầu mối nông sản
Phát triển 157 chợ đầu mối nông sản (trong đó có 77 chợ đầu mối nông sản đa ngành, 30 chợ đầu mối rau quả, 12 chợ đầu mối lúa gạo và 38 chợ đầu mối thủy sản)
Khu vực Đồng bằng sông Hồng có 30 chợ đầu mối nông sản gồm:
Hà Nội 6 chợ (tại các đầu mối Gia Lâm, Từ Liêm, Thanh Trì, Mê Linh, Vân Đình, Hòa Lạc). Hưng Yên có 4 chợ tại Trần Cao, Yên Mỹ, Đông Tảo, Văn Giang. Thái Bình có 4 chợ tại thành phố Thái Bình, Quỳnh Hội, Diêm Điền, Tiền Hải. Nam Định có 3 chợ tại các xã Nam Vân, Thịnh Long, Hải Hưng. Ninh Bình có 3 chợ tại xã Kim Đông, phường Trung Sơn và thị trấn Nho Quan. Hải Dương có 3 chợ tại Gia Lộc, Kim Thành, Nam Sách. Hải Phòng có 3 chợ tại Hồng Bàng, Kiến Thụy, Cát Bà. Hà Nam có 2 chợ tại thị trấn Hòa Mạc và xã Thanh Nguyên. Vĩnh Phúc có 1 chợ nông sản đa ngành tại thị trấn Thổ Tang. Bắc Ninh có 1 chợ tại thành phố
Khu vực Đông Bắc Bộ có 16 chợ đầu mối nông sản:
Quảng Ninh có 3 chợ tại Cửa Ông, Hưng Đạo, Hòn Gai. Phú Thọ có 3 chợ tại Việt Trì, Cẩm Khê, Đoan Hùng. Hà Giang có 2 chợ tại các xã Vinh Quang và Vĩnh Tuy. Cao Bằng có 2 chợ tại xã Đề Thám và thị trấn Quảng Yên. Tuyên Quang, Bắc Cạn, Lạng Sơn đều có 1 chợ tại trung tâm tỉnh, Thái Nguyên có 2 chợ đầu mối tại trung tâm tỉnh. Bắc Giang có 1 chợ tại xã Dĩnh Kế.
Khu vực Tây Bắc Bộ có 12 chợ đầu mối nông sản:
Điện Biên có 3 chợ tại xã Sam Mứn, thị xã Mường Lay và xã Thanh Minh. Hòa Bình có 3 chợ tại thị trấn Bưng và thị trấn Hàng Trạm. Lào Cai có 2 chợ tại Bắc Hà và Cam Đường. Yên Bái có 2 chợ tại Cổ Phúc và Nghĩa Lộ. Lai Châu có 2 chợ tại thị trấn Phong Thổ và xã Nùng Nàng. Sơn La có 1 chợ tại huyện Mai Sơn
Khu vực Bắc Trung Bộ có 19 chợ đầu mối nông sản:
Thanh Hóa có 5 chợ tại Tĩnh Gia, Hậu Lộc, Sầm Sơn, Ngọc Lặc và Tp Thanh Hóa. Quảng Trị có 4 chợ tại Do Linh, Triệu Phong, Vĩnh Linh và Hướng Hóa. Nghệ An có 3 chợ tại Nghi Lộc, Cửa Lò, Diễn Châu. Hà Tĩnh có 3 chợ tại Cẩm Xuyên, Hồng Lĩnh, Hương Khê. Quảng Bình có 2 chợ tại Quảng Ninh, Bố Trạch. Thừa Thiên Huế có 2 chợ tại Phường Phú Hậu và Hương Trà
Khu vực Nam Trung Bộ có 25 chợ đầu mối nông sản:
Bình Thuận có 5 chợ tại Hàm Thuận Nam, Phan Thiết, Hàm Tân, Tuy Phong và Đức Linh. Quảng Nam có 4 chợ tại Tam Kỳ, Hội An, Duy Xuyên, Núi Thành. Bình Định có 4 chợ tại Bồng Sơn, Tam Quan, Tây Sơn, An Nhơn. Ninh Thuận có 3 chợ tại thị trấn Tân Sơn, xã Phước Diêm và Phan Rang. Đà Nẵng có 2 chợ tại Sơn Trà và Hòa Cường. Quảng Ngãi có 2 chợ tại Nghĩa Chánh và Sơn Tịnh. Phú Yên có 2 chợ tại Phú Hòa và Sông Cầu. Khánh Hòa có 2 chợ tại Diên Khánh và Ninh Hòa
Khu vực Tây Nguyên có 7 chợ đầu mối nông sản:
Lâm Đồng có 2 chợ đầu mối nông sản tại Bảo Lộc và Liên Nghĩa. Gia Lai có 2 chợ tại Đắc Pơ và xã An Phú. Đắc Lăk có 1 chợ đầu mối nông sản tại thành phố Buôn Ma Thuột. Đắk Nông có 1 chợ đầu mối nông sản tại xã Nam Dong, Cư Jut. Kon Tum có 1 chợ nông sản tại trung tâm thị xã Kon Tum
Khu vực Đông Nam Bộ có 12 chợ đầu mối nông sản:
Thành phố Hồ Chí Minh có 3 chợ tại Bình Điền, Thủ Đức, Hóc Môn. Bình Dương có 2 chợ tại Dầu Tiếng, Lai Uyên. Bà Rịa – Vũng Tàu có 3 chợ, 1 tại cảng Cát Lở và 2 chợ tại thị xã Bà Rịa. Bình Phước có 1 chợ rau quả Thanh Bình, huyện Bình Long. Tây Ninh có 2 chợ tại thị trấn Hòa Thành và xã Bàu Năng
Khu vực Đồng bằng sông Cửu Long có 38 chợ đầu mối nông sản:
Long An có 3 chợ tại Thủ Thừa, Tân Thanh, Cần Giuộc. Tiền Giang có 3 chợ tại Cái Bè, Châu Thành, Cai Lậy. Bến Tre có 3 chợ tại Chợ Lách, Thạnh Phước, Giồng Tôm. Trà Vinh có 3 chợ tại Duyên Hải, Cầu Kè, Trà Vinh. Vĩnh Long có 3 chợ tại Vĩnh Long, Tam Bình, Bình Minh. Đồng Tháp có 6 chợ tại Sa Đéc, Phường 2, Lấp Vò, Chợ Mới, Thanh Bình và chợ rau quả Đồng Tháp. An Giang có 4 chợ tại Tân Phú, Chợ Mới, Châu Thành, Châu Phú. Kiên Giang có 4 chợ tại Châu Thành, Tân Hiệp, cảng cá Tắc Cậu, Lại Sơn. Cần Thơ có 2 chợ tại Thốt Nốt, Cái Răng. Hậu Giang có 1 chợ là chợ nổi Phụng Hiệp. Sóc Trăng có 3 chợ tại Ngã Năm, Phường 4, Kế Sách. Bạc Liêu có 2 chợ tại Phước Long, Bạc Liêu. Cà Mau có 1 chợ tại phường 7, thành phố Cà Mau

### Chợ biên giới
Phát triển 490 chợ (trong đó 397 chợ biên giới, 35 chợ cửa khẩu và 58 chợ trong khu kinh tế cửa khẩu).
Trong đó Quảng Ninh có 22 chợ, Lạng Sơn có 24 chợ, Cao Bằng có 47 chợ, Hà Giang có 47 chợ, Lào Cai có 32 chợ, Lai Châu có 22 chợ, Điện Biên có 18 chợ, Sơn La có 19 chợ, Thanh Hóa có 17 chợ, Nghệ An 26 chợ, Hà Tĩnh 10 chợ, Quảng Bình có 11 chợ, Quảng Trị có 18 chợ, Thừa Thiên Huế có 11 chợ, Quảng Nam có 15 chợ, Kon Tum có 14 chợ, Gia Lai có 7 chợ, Đắc Lắc có 4 chợ, Đăk Nông có 7 chợ, Bình Phước có 13 chợ, Tây Ninh có 32 chợ, Long An có 19 chợ, Đồng Tháp có 17 chợ, An Giang có 26 chợ, Kiên Giang có 12 chợ.

## Một số văn bản pháp luật về chợ Việt Nam
1. Nghị định số 02/2003/NĐ-CP 14 tháng 01 năm 2003 của Chính phủ về phát triển và quản lý chợ.
2. Quyết định số 012 /2007/QĐ-BCT ngày 26/12/2007 của Bộ Công thương Phê duyệt quy hoạch tổng thể phát triển mạng lưới chợ trên phạm vi toàn quốc đến năm đến năm 2010 và định hướng đến năm 2020
3. Quyết định số 03/2008/QĐ-BCT ngày 04/02/2008 của Bộ Công thương V/v đính chính Quyết định phê duyệt quy hoạch tổng thể phát triển mạng lưới chợ trên phạm vi toàn quốc đến năm 2010 và định hướng đến năm 2020
4. Quyết định số 27/2007/QĐ-TTg ngày 15/12/2007 của Thủ tướng Chính phủ phê duyệt đề án phát triển thương mại trong nước đến năm 2010 và định hướng đến năm 2020
5. Quyết định số 559/QĐ-TTg ngày 31/5/2004 của Thủ tướng Chính phủ về việc phê duyệt chương trình phát triển chợ đến năm 2010
6. Quyết định số 311/QĐ-TTg ngày 20 tháng 03 năm 2003 của Thủ tướng Chính phủ phê duyệt đề án tiếp tục tổ chức thị trường trong nước tập trung phát triển thương mại nông thôn đến năm 2010
7. Quyết định 1060/QĐ-BTM ngày 03/8/2004 của Bộ trưởng Bộ Thương mại về việc thành lập Ban Chỉ đạo thực hiện Chương trình phát triển chợ đến năm 2010
8. Quyết định 1460/QĐ-BTM ngày 12/10/2004 của Bộ trưởng Bộ Thương mại về Quy chế hoạt động của Ban Chỉ đạo thực hiện Chương trình phát triển chợ đến năm 2010
9. Văn bản số 5041/TM-TTTN ngày 12/10/2004 về kế hoạch công tác của Ban Chỉ đạo TW thực hiện Quyết định số 559 của Thủ tướng Chính phủ phê duyệt chương trình phát triển chợ đến năm 2010
10. Chỉ thị của thủ tướng Chính phủ số 13/2004/CT-TTg ngày 31 tháng 3 năm 2004 về việc thực hiện một số giải pháp chủ yếu nhằm phát triển mạnh thị trường nội địa
11. Thông tư của Bộ Thương mại số 06/2003/TT-BTM ngày 15 tháng 8 năm 2003 về việc hướng dẫn chức năng, nhiệm vụ, quyền hạn và tổ chức của Ban Quản lý chợ
12. Thông tư số 07/2003/TT-BKH ngày 11/9/2003 của Bộ Kế hoạch và Đầu tư Hướng dẫn lập các dự án quy hoạch phát triển và đầu tư xây dựng chợ
13. Thông tư số 67/2003/TT-BTC ngày 11/7/2003 của Bộ Tài chính hướng dẫn cơ chế tài chính áp dụng cho Ban quản lý chợ, doanh nghiệp kinh doanh khai thác chợ
14. Quyết định số 772/2003/QĐ-BTM ngày 24 tháng 06 năm 2003 của Bộ Thương mại về việc ban hành nội quy mẫu về chợ
15. Quyết định số 13/2006/QĐ-BXD ngày 19/4/2006 của Bộ Xây dựng về việc ban hành TCXDVN 361: 2006 "Chợ - Tiêu chuẩn thiết kế"

## Ảnh một số chợ ở Việt Nam

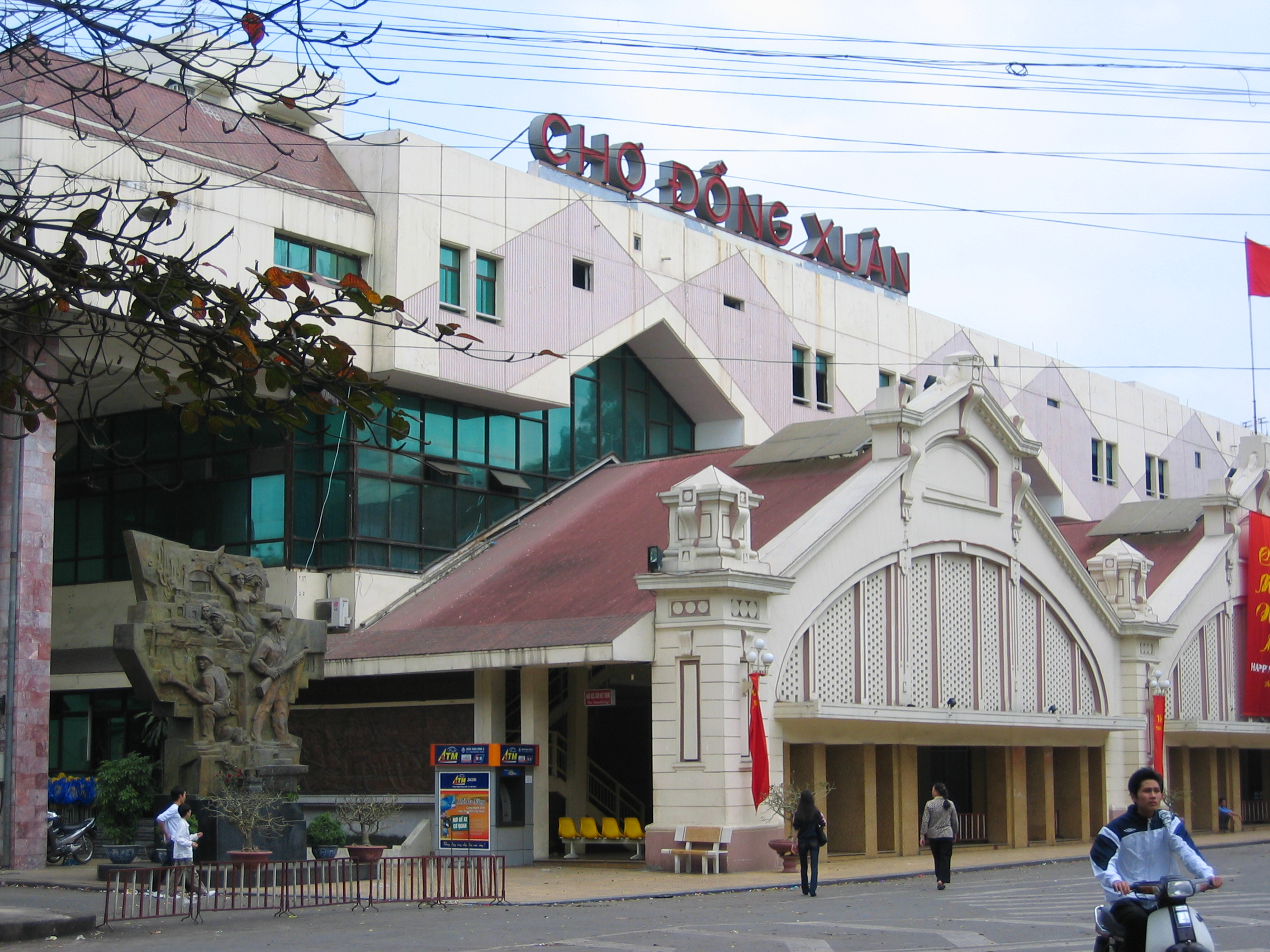
Chợ Đồng Xuân
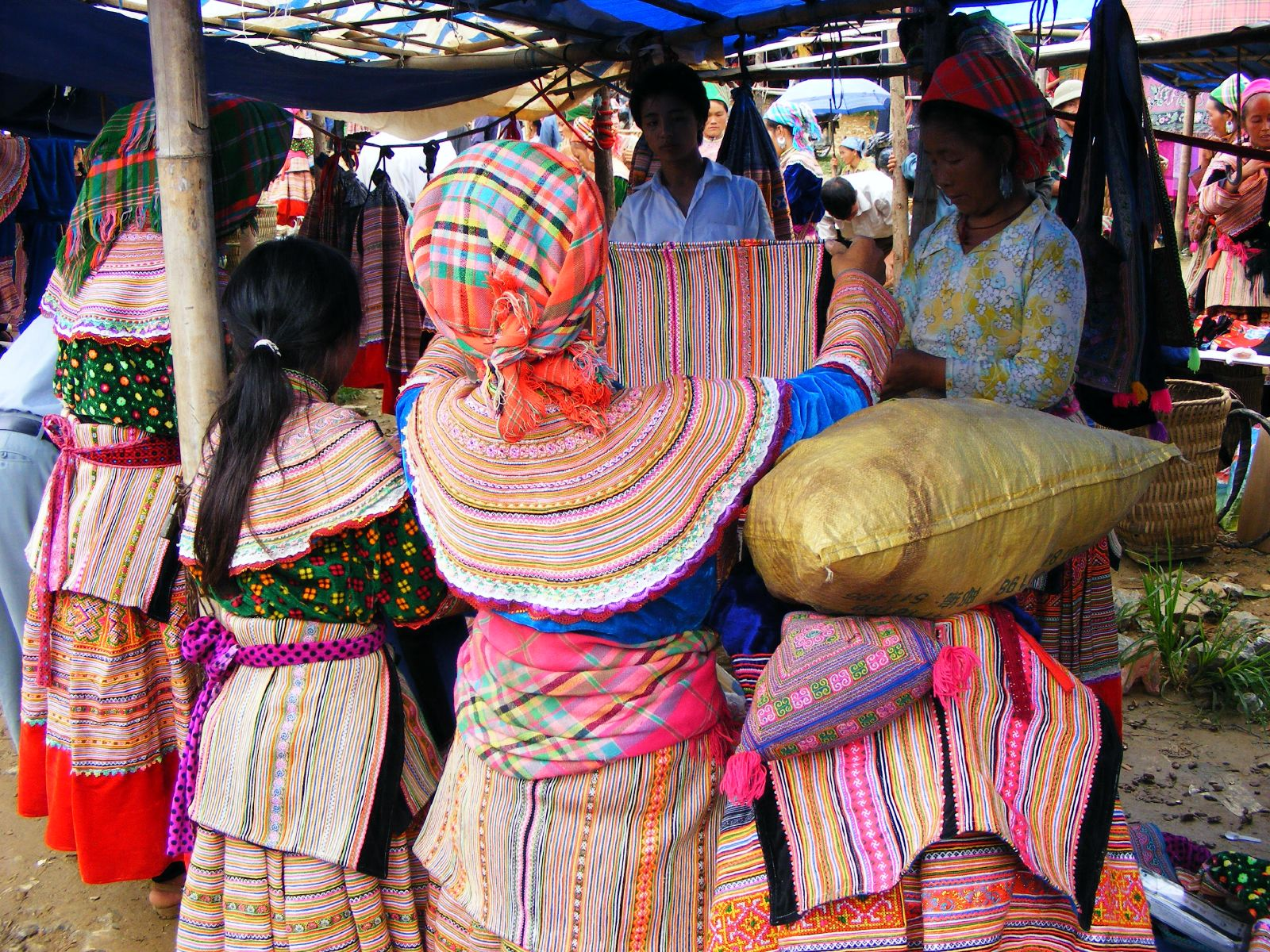
Chợ tình Sa Pa
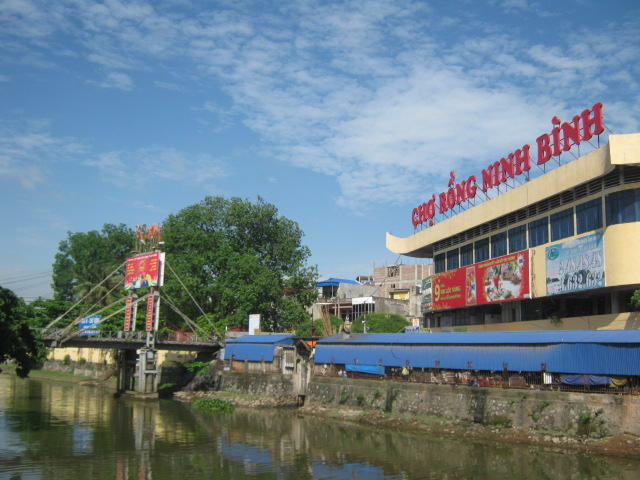
Chợ Rồng Ninh Bình
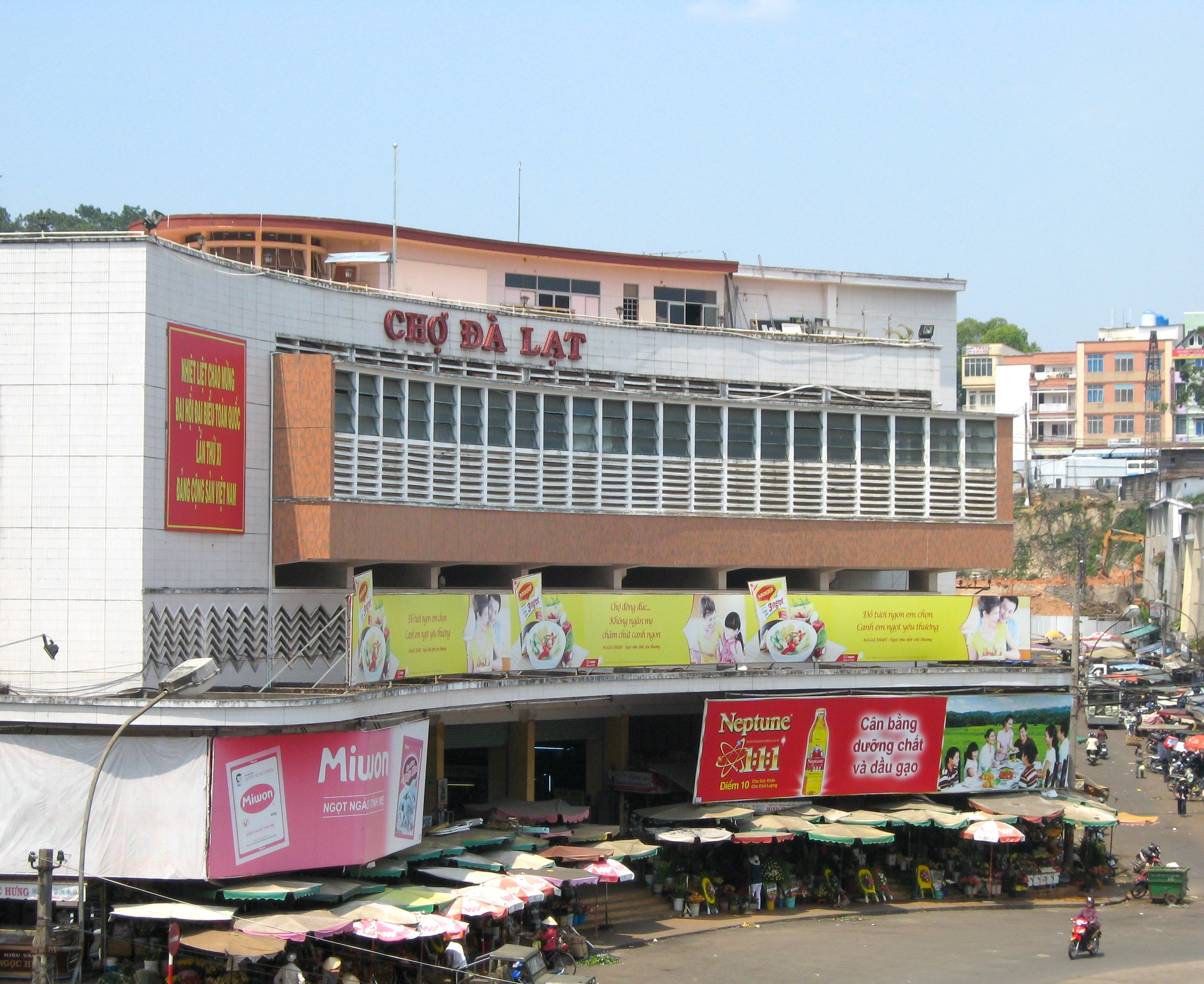
Chợ Đà Lạt
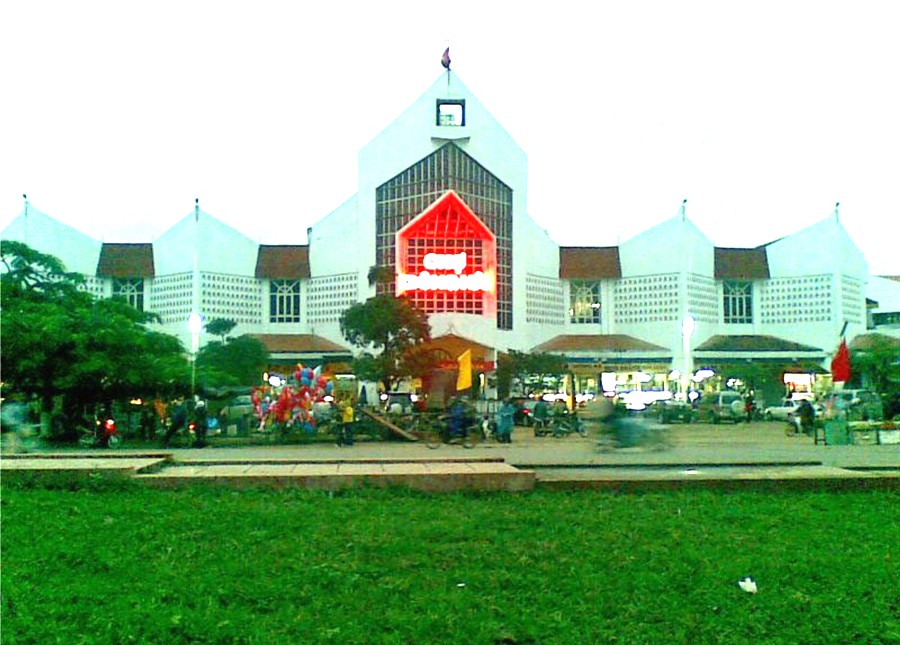
Chợ Đông Hà, Quảng Trị
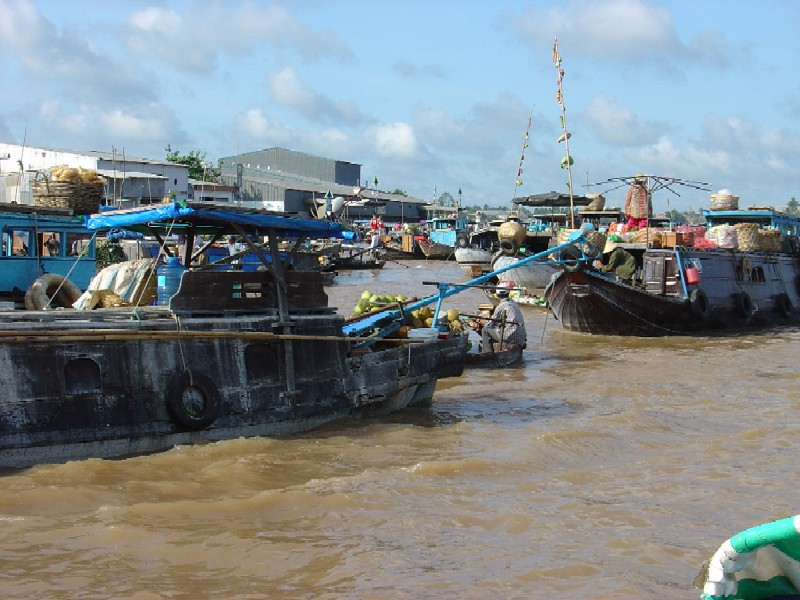
Chợ nổi Cái Răng
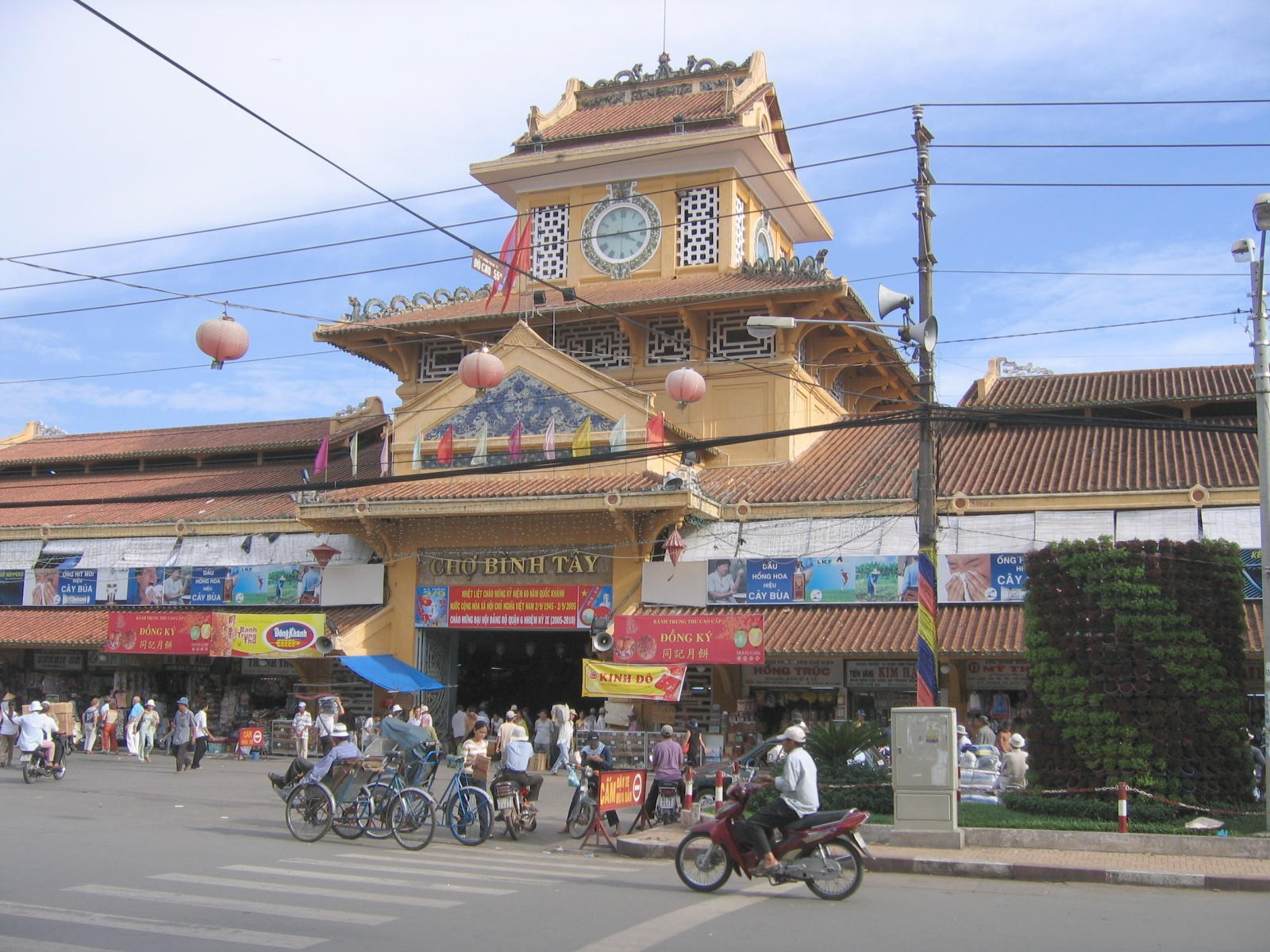
Chợ Lớn
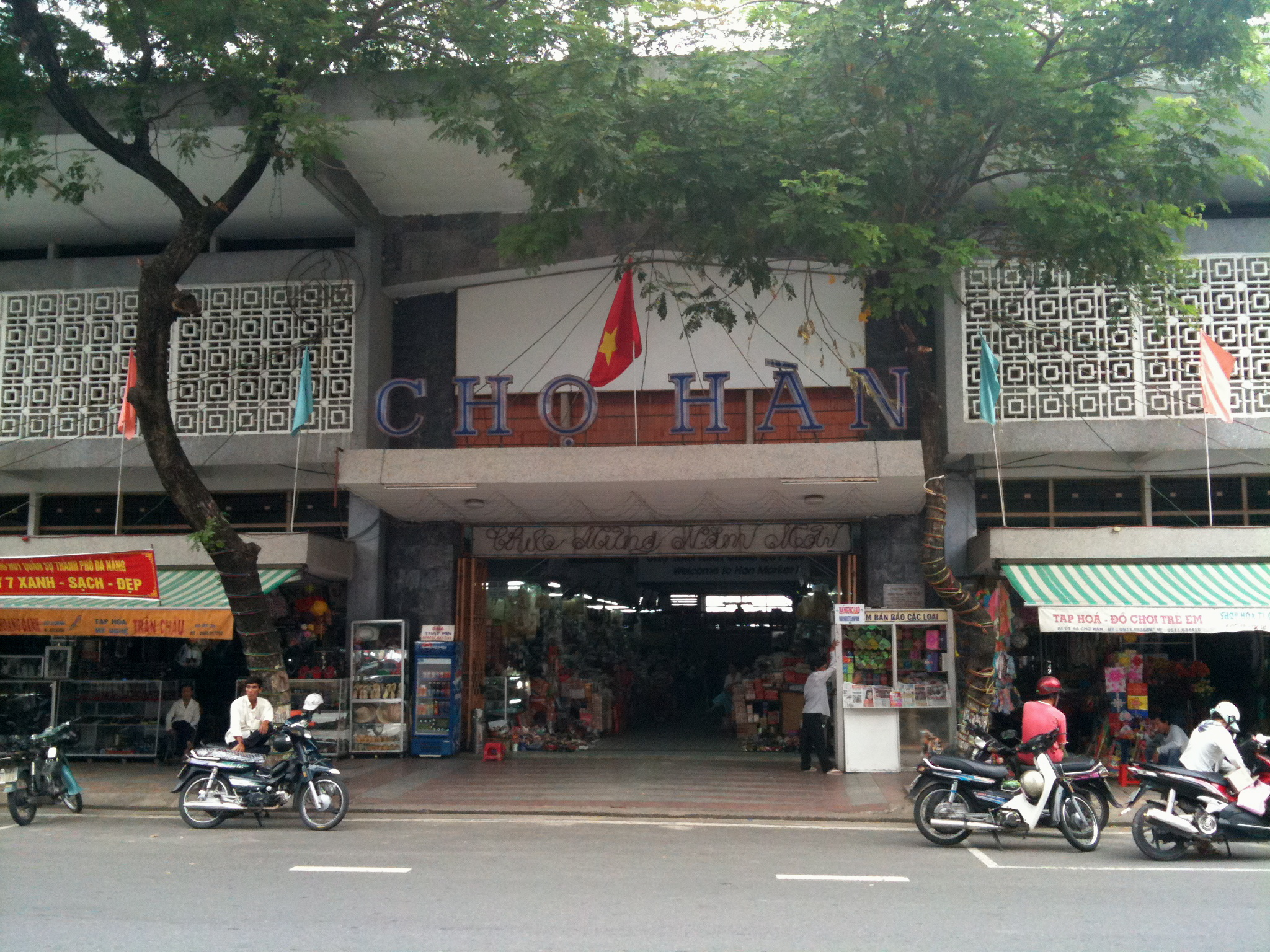
Chợ Hàn, Đà Nẵng